# Laxå IF
Laxå IF är en idrottsförening från Laxå i västra Närke/Örebro län, bildad 1 mars 1923 med fotboll på programmet. Föreningens herrlag har som högst spelat i tredje högsta serien, gamla division III, motsvarande nutida division I. Laxå debuterade i serien 1935/1936, slutade på andra plats bakom Örebro IK 1937/1938 men åkte ur serien 1939/1940. Föreningen återkom till trean 1954/1955-1955/1956, 1963-1964, 1978-1980 och 1984.
I nyare tid föll laget ur division IV (sedan 2006 liktydigt med sjättedivisionen) 2017, division V 2019 och division VI 2020. Säsongen 2022 vände dock LIF trenden då laget vann division VII och därmed uppflyttas till division VI med nya värvningar och motivering. 2023.

## Övriga idrotter
Föreningen är en renodlad fotbollsförening men har genom åren utövat flera andra idrotter. Bandy hade en framträdande roll fram till 1970-talet, föreningen var pionjärer inom cykling med mera. I skridsko vann Laxå IF:s Ove König VM-medalj. De tidigare idrotterna inom LIF är:
- Bandy
- Boxning
- Cykel
- Friidrott
- Gymnastik
- Handboll
- Ishockey
- Längdskidåkning
- Orientering
- Skridskosport
- Varpa